# Sabine Schmidtke
Sabine Schmidtke ist eine deutsche Islamwissenschaftlerin und Hochschullehrerin. Seit 2014 arbeitet sie als Professorin an der School of Historical Studies am Institute for Advanced Study in Princeton, New Jersey.

## Leben
Schmidtke erlangte 1986 den akademischen Grad Bachelor of Arts von der Hebrew University of Jerusalem und 1987 den Magister Artium von der School of Oriental and African Studies in London. 1990 wurde sie an der Universität Oxford promoviert.
Schmidtke arbeitete 1991 bis 1999 als Berufsdiplomatin für das Auswärtige Amt. Daneben wirkte sie von 1997 bis 1999 als Dozentin für Islamwissenschaft für die Rheinische Friedrich-Wilhelms-Universität Bonn.
Ab 1999, dem Jahr ihrer Habilitation, arbeitete sie als Gastprofessorin für Islamwissenschaft an der Freien Universität Berlin. Im Jahr 2002 wurde sie dort Professorin für Islamwissenschaft.
Im Jahr 2006 forschte sie als Gastfellow (Directeur d’études invité) an der École pratique des hautes études (EPHE), Paris, Frankreich über Polemische Werke des Islams gegen das Judentum.
2011 wurde sie Direktorin des Forschungsbereichs Intellectual History of the Islamicate World am Institut für Islamwissenschaft der Freien Universität Berlin. Seit 2013 ist sie außerordentliches Mitglied beim Laboratoire d’études sur les Monothéismes, Centre national de la recherche scientifique in Paris.
Seit 2014 ist sie Professorin an der School of Historical Studies am Institute for Advanced Study in Princeton, New Jersey. 2021 wurde sie korrespondierendes Mitglied der philosophisch-historischen Klasse der Österreichischen Akademie der Wissenschaften (ÖAW), 2023 korrespondierendes Mitglied der British Academy.

## Ehrungen
- 2002: Weltpreis für das Buch des Jahres der Islamischen Republik Iran für das Buch: Theologie, Philosophie und Mystik im zwölferschiitischen Islam des 9./15. Jahrhunderts. Die Gedankenwelt des Ibn Abi Gumhur al-Ahsa'i, Leiden 2000
- 2006: Preis für wissenschaftliche Leistungen auf dem Gebiet der Zwölfer-Schiiten, verliehen von dem Forschungszentrum für schriftliches Kulturgut, Teheran, Iran
- 2011: „Award for Excellent Supervision“ der Dahlem Research School (DRS), Auszeichnung[4]
- 2017: Mitglied der American Philosophical Society

## Veröffentlichungen (Auswahl)

### Autorin
Aufsätze
- The History of Zaydī Studies. An Introduction. In: Arabica. Journal of Arabic Islamic studies, Bd. 59 (2012), ISSN 0570-5398

Bücher
- Die Bibel in den Augen muslimischer Gelehrter (Einstein Lectures in Islamic Studies; 1). FUB, Berlin 2013, ISBN 978-3-9815617-1-5[5]
- The Theology of al-ʿAllāma al-Ḥillī (Islamkundliche Untersuchungen; 152). Schwarz, Berlin 1991, ISBN 3-922968-93-7 (zugl. Dissertation, Universität Oxford 1990)[6]
- Theologie, Philosophie und Mystik im zwölferschiitischen Islam des 9./15. Jahrhunderts. Die Gedankenwelt des Ibn Abi Gumhur al-Ahsa'i (Islamic Philosophy, Theology and Science; 39). Brill Academic Publishers, Leiden 2000, ISBN 90-04-11531-5.
  - englisch: (zusammen mit Hassan Ansari): Philosophical Theology among 6th/12th Century Twelver Shīʿites. From Naṣīr al-Dīn al-Ṭūsī (alive in 573/1177) to Naṣīr al-Dīn al-Ṭūsī (d. 672/1274), Brill Academic Publishers, Leiden ISBN 978-90-04-11531-6.
- Islamkunde und Wissenschaft des Judentums um die Jahrhundertwende. Martin Schreiner (1863–1926), sein Leben und sein Werk.
- (zusammen mit Reza Pourjavady): A Jewish Philosopher of Baghdad. ʿIzz al-Dawla Ibn Kammūna (d. 683/1284) and His Writings (Islamic Philosophy, Theology and Science; 65). Brill Academic Publishers, Leiden 2006, ISBN 978-90-04-15139-0.
- (zusammen mit Wilferd Madelung): Rational Theology in Interfaith Communication. Abu l-Ḥusayn al-Baṣrī's Muʿtazilī Theology among the Karaites in the Fāṭimid Age (Jerusalem Studies in religion and culture; 5). Brill Academic Publishers, Leiden 2006, ISBN 90-04-15177-X.[7]

### Herausgeberin
- Ferdinand Karsch-Haack: Die Rolle der Homoerotik im Arabertum. Gesammelte Aufsätze 1921–1928 (Bibliothek Rosa Winkel; 3). MännerschwarmSkript-Verlag, Hamburg 2005, ISBN 978-3-935596-80-0[8]
- (zusammen mit Camilla Adang): Contacts and controversies between Muslims, Jews and Christians in the Ottoman Empire and pre-modern Iran (Istanbuler Texte und Studien; 21). Ergon-Verlag, Würzburg 2010, ISBN 978-3-89913-738-5[9]
- (zusammen mit Ibn-Aḥmad ʿAbd-al-Ǧabbār, Omar Hamdan): Nukat al-kitāb al-Mughnī: a recension of ʿAbd Al-Jabbār al-Hamadhānī's (D. 415/1025); al-Mughnī fī abwāb al-tawḥīd wa-l-ʿadl. Verlag Schwarz, Berlin 2012, ISBN 978-3-87997-693-5[10]
- (mit Camilla Adang, Hassan Ansari, Maribel Fierro): Accusations of Unbelief in Islam: A Diachronic Perspective on Takfīr. Brill, Leiden & Boston 2015, ISBN 978-90-04-30473-4